# Acid betulinic
Acidul betulinic este un compus triterpenic care prezintă activități terapeutice importante. Acesta are o activitate selectivă pe celulele de melanom și nu afectează celulele normale. Acidul betulinic este un compus larg răspândit în regnul vegetal. Conform dexului betulinul este un compus inițial aplicat la o substanță ca o rășină sau gudron de extracție din scoarța mesteacănului european. Acesta prezintă un sistem inelar cyclopentanophenanthrene, fiind principalul component al betulinului. Betulinul se găsește ca depozite cristaline în straturile exterioare ale coajei, sub formă de celule mari, cu pereți subțiri ce se formează la începutul primăverii. Betulinul este o triterpenă care se gasește în abundență și  în mod natural în coaja exterioară a arborelui de mesteacanregăsindu-se în concentrații mari (2,5%) în coaja exterioară a unor soiuri de arbori. Acidul betulinic produs de oxidare a betulinului,releva importanta anti-HIV și activitatea citotoxică.Au fost implicate în industria chimică modulara, ceea ce duce la derivați extrem de active, unele dintre ele comparabile cu medicamente utilizate clinic Acidul betulinic și betulinul sunt triterpene pentaciclice cu activitate anti-tumorală, în special în cancerul de piele (melanomă). Acidul betulinic datorită proprietăților sale este considerat unic și se diferențiază de celelalte substanțe utilizate în present cum ar fi. taxol, elipticine, etopozid etc.Acidul betulinic este un indicator al apoptozei în celulele tumorale, inhibând activitatea factorilor nucleari. Acesta are un caracter de acțiune selectiv pe celulele melanomului și nu afectează celulele normale în comparație cu alte substanțe. Comparativ cu aceste substanțe acidul betulinic prezintă un grad de toxicitate redus.

## Modul de acțiune
Referitor la modul de acțiune al acidului betulinic, se cunoaște puțin despre mecanismele sale de antiproliferare și de inducere a apoptozei. În celulele tumorale neuroectodermale, apoptoza indusă de acidul betulinic este însoțită de activarea caspazei, de modificări ale membranei mitochondriilor și de fragmentarea ADN-ului. Caspazele sunt produse ca proenzimă inactivă, care este procesată proteolitic în formele lor active. Aceste proteaze pot coopera în cascade proteolitice, în care caspazele se activează pe ele însele și reciproc. Inițierea cascadei de caspaze poate duce la activarea endonucleazălor, cum ar fi caspaza activată de ADN (CAD). După activare, CAD contribuie la degradarea ADN-ului.
Acidul betulinic induce apoptoza prin efecte directe asupra mitocondriilor, ducând la eliberarea citocromului C, care la rândul său reglează activarea caspazelor "în aval".
Acidul betulinic depășește rezistența la apoptoza indusă de CD95 și doxorubicină, datorită mecanismului molecular diferit al apoptozei induse de acidul betulinic.